# Antoni (Pelwecki)
Antoni, imię świeckie Antin Andrijowycz Pelwecki (ur. 27 stycznia 1897 w Nahiriance, zm. 3 lutego 1957 w Stanisławowie) – ukraiński duchowny greckokatolicki, a następnie prawosławny, jeden z inicjatorów przyłączenia struktur Kościoła greckokatolickiego na Ukrainie Zachodniej do Rosyjskiego Kościoła Prawosławnego.

## Życiorys
Pochodził z rodziny chłopskiej wyznania greckokatolickiego. W 1918 ukończył gimnazjum i wstąpił do nowicjatu klasztoru bazyliańskiego w Krechowie, który musiał jednak opuścić po pół roku z powodu złego stanu zdrowia. W latach 1921–1923 studiował teologię w Rzymie. Następnie ukończył greckokatolickie seminarium duchowne w Stanisławowie. W 1925 przyjął święcenia kapłańskie jako celibatariusz. Był kolejno kapłanem i katechetą w Nadwórnej, Peczeniżynie, od 1930 – proboszczem w Piłatkowcach, od 1935 – w Probużnej, w 1938 – w Kopyczyńcach. 
Po II wojnie światowej został tymczasowym administratorem greckokatolickiej eparchii stanisławowskiej. Był jednym z członków grupy duchowieństwa greckokatolickiego przygotowującej unifikację struktur Kościoła greckokatolickiego z Rosyjskim Kościołem Prawosławnym. Duchowieństwo niechętne unifikacji było zastraszane i represjonowane przez NKWD. 23 lutego 1946 w Ławrze Peczerskiej złożył przed metropolitą kijowskim Janem prawosławne wyznanie wiary, razem z innymi członkami grupy inicjatywnej, ks. Hawryłem Kostelnykiem i Mychajłem Melnykiem. Tego samego dnia złożył przed metropolitą Janem wieczyste śluby mnisze, zachowując dotychczasowe imię. Dzień później w soborze św. Włodzimierza w Kijowie ten sam hierarcha wyświęcił go na prawosławnego biskupa stanisławowskiego i kołomyjskiego. 8 marca 1946 biskup Antoni razem z biskupem drohobyckim Michałem i ks. Kostelnykiem odegrał znaczącą rolę w „soborze lwowskim”, w czasie którego Ukraińska Cerkiew Greckokatolicka w ZSRR została zlikwidowana.
W 1954 Antoni (Pelwecki) otrzymał godność arcybiskupią. W latach 1955–1956 był dodatkowo locum tenens eparchii drohobyckiej. Zmarł na atak serca w 1957. Jego pogrzebowi przewodniczył biskup lwowski i tarnopolski Palladiusz, w obecności kilku innych biskupów, kapłanów i znacznej liczby wiernych.